# All-NBA G League Team
L'All-NBA G League Team è il riconoscimento che ogni anno la NBA G League conferisce ai migliori giocatori che si sono distinti nel corso della stagione regolare.

## Vincitori
| Grassetto | Vincitore dell'NBA G League Most Valuable Player Award |

### All-NBDL Team (2001-2005)
| Stagione  | 1° quintetto       | 1° quintetto               | 2° quintetto      | 2° quintetto               |
| Stagione  | Giocatore          | Squadra                    | Giocatore         | Squadra                    |
| --------- | ------------------ | -------------------------- | ----------------- | -------------------------- |
| 2001-2002 | Isaac Fontaine     | Mobile Revelers            | Omar Cook         | Fayetteville Patriots      |
| 2001-2002 | Tremaine Fowlkes   | Columbus Riverdragons      | Paul Grant        | Asheville Altitude         |
| 2001-2002 | Thomas Hamilton    | Dazzle/Groove              | Derek Hood        | Mobile Revelers            |
| 2001-2002 | Ansu Sesay         | Greenville Groove          | Terrell McIntyre  | Fayetteville Patriots      |
| 2001-2002 | Billy Thomas       | Greenville Groove          | Sedric Webber     | North Charleston Lowgators |
| 2002-2003 | Devin Brown        | Fayetteville Patriots      | Cory Alexander    | Roanoke Dazzle             |
| 2002-2003 | Tierre Brown       | North Charleston Lowgators | Ernest Brown      | Mobile Revelers            |
| 2002-2003 | Tang Hamilton      | Columbus Riverdragons      | Derek Hood (2)    | Mobile Revelers            |
| 2002-2003 | Mikki Moore        | Roanoke Dazzle             | Nate Johnson      | Columbus Riverdragons      |
| 2002-2003 | Jeff Trepagnier    | Asheville Altitude         | Sedric Webber (2) | North Charleston Lowgators |
| 2003-2004 | Josh Asselin       | Roanoke Dazzle             | Omar Cook (2)     | Fayetteville Patriots      |
| 2003-2004 | Tierre Brown (2)   | Charleston Lowgators       | Britton Johnsen   | Fayetteville Patriots      |
| 2003-2004 | Jason Collier      | Fayetteville Patriots      | Brandon Kurtz     | Asheville Altitude         |
| 2003-2004 | Desmond Penigar    | Asheville Altitude         | Philip Ricci      | Huntsville Flight          |
| 2003-2004 | Marque Perry       | Roanoke Dazzle             | Junie Sanders     | Fayetteville Patriots      |
| 2003-2004 | Marque Perry       | Roanoke Dazzle             | Ime Udoka         | Charleston Lowgators       |
| 2004-2005 | Cory Alexander (2) | Roanoke Dazzle             | Damone Brown      | Huntsville Flight          |
| 2004-2005 | Matt Carroll       | Roanoke Dazzle             | Omar Cook (3)     | Fayetteville Patriots      |
| 2004-2005 | Hiram Fuller       | Florida Flame              | Ron Slay          | Asheville Altitude         |
| 2004-2005 | Kirk Haston        | Florida Flame              | James Thomas      | Roanoke Dazzle             |
| 2004-2005 | Isiah Victor       | Roanoke Dazzle             | David Young       | Fayetteville Patriots      |
| 2004-2005 | Isiah Victor       | Roanoke Dazzle             | Derrick Zimmerman | Columbus Riverdragons      |

### All-NBA D-League Team (2005-2017)
| Stagione  | 1° quintetto         | 1° quintetto             | 2° quintetto         | 2° quintetto             | 3° quintetto        | 3° quintetto             |
| Stagione  | Giocatore            | Squadra                  | Giocatore            | Squadra                  | Giocatore           | Squadra                  |
| --------- | -------------------- | ------------------------ | -------------------- | ------------------------ | ------------------- | ------------------------ |
| 2005-2006 | Andre Barrett        | Florida Flame            | Erik Daniels         | Fayetteville Patriots    | nessun 3° quintetto | nessun 3° quintetto      |
| 2005-2006 | Will Bynum           | Roanoke Dazzle           | John Lucas           | Tulsa 66ers              | nessun 3° quintetto | nessun 3° quintetto      |
| 2005-2006 | Marcus Fizer         | Austin Toros             | Scott Merritt        | Austin Toros             | nessun 3° quintetto | nessun 3° quintetto      |
| 2005-2006 | Anthony Grundy       | Roanoke Dazzle           | Luke Schenscher      | Fort Worth Flyers        | nessun 3° quintetto | nessun 3° quintetto      |
| 2005-2006 | Ime Udoka (2)        | Fort Worth Flyers        | Jamar Smith          | Austin Toros             | nessun 3° quintetto | nessun 3° quintetto      |
| 2005-2006 | Ime Udoka (2)        | Fort Worth Flyers        | Isiah Victor (2)     | Roanoke Dazzle           | nessun 3° quintetto | nessun 3° quintetto      |
| 2006-2007 | Lou Amundson         | Colorado 14ers           | Will Conroy          | Tulsa 66ers              | nessun 3° quintetto | nessun 3° quintetto      |
| 2006-2007 | Elton Brown          | Colorado 14ers           | B.J. Elder           | Austin Toros             | nessun 3° quintetto | nessun 3° quintetto      |
| 2006-2007 | Randy Livingston     | Idaho Stampede           | Kevinn Pinkney       | Bakersfield Jam          | nessun 3° quintetto | nessun 3° quintetto      |
| 2006-2007 | Renaldo Major        | Dakota Wizards           | Jared Reiner         | Sioux Falls Skyforce     | nessun 3° quintetto | nessun 3° quintetto      |
| 2006-2007 | Von Wafer            | Colorado 14ers           | Jeremy Richardson    | Fort Worth Flyers        | nessun 3° quintetto | nessun 3° quintetto      |
| 2006-2007 | Von Wafer            | Colorado 14ers           | Jawad Williams       | Anaheim Arsenal          | nessun 3° quintetto | nessun 3° quintetto      |
| 2007-2008 | Sean Banks           | Los Angeles D-Fenders    | Blake Ahearn         | Dakota Wizards           | Morris Almond       | Utah Flash               |
| 2007-2008 | Eddie Gill           | Colorado 14ers           | Lance Allred         | Idaho Stampede           | Jelani McCoy        | Los Angeles D-Fenders    |
| 2007-2008 | Randy Livingston (2) | Idaho Stampede           | Andre Barrett (2)    | Jam/Toros                | Carlos Powell       | Dakota Wizards           |
| 2007-2008 | Ian Mahinmi          | Austin Toros             | Rod Benson           | Dakota Wizards           | Billy Thomas (2)    | Colorado 14ers           |
| 2007-2008 | Kasib Powell         | Sioux Falls Skyforce     | Kaniel Dickens       | Colorado 14ers           | Marcus Williams     | Austin Toros             |
| 2008-2009 | Erik Daniels (2)     | Erie BayHawks            | Josh Davis           | Colorado 14ers           | Ronald Dupree       | Utah Flash               |
| 2008-2009 | Marcus Williams (2)  | Austin Toros             | Derrick Byars        | Bakersfield Jam          | Cartier Martin      | Iowa Energy              |
| 2008-2009 | Courtney Sims        | Iowa Energy              | Chris Hunter         | Fort Wayne Mad Ants      | Lance Allred (2)    | Idaho Stampede           |
| 2008-2009 | Blake Ahearn (2)     | Dakota Wizards           | Trey Johnson         | Bakersfield Jam          | Eddie Gill (2)      | Colorado 14ers           |
| 2008-2009 | Will Conroy (2)      | Albuquerque Thunderbirds | James White          | Anaheim Arsenal          | Dontell Jefferson   | Utah Flash               |
| 2009-2010 | Curtis Stinson       | Iowa Energy              | Will Conroy (3)      | Rio Grande Valley Vipers | Antonio Anderson    | Rio Grande Valley Vipers |
| 2009-2010 | Reggie Williams      | Sioux Falls Skyforce     | Mustafa Shakur       | Tulsa 66ers              | Curtis Jerrells     | Austin Toros             |
| 2009-2010 | Mike Harris          | Rio Grande Valley Vipers | Alonzo Gee           | Austin Toros             | Alade Aminu         | Bakersfield Jam          |
| 2009-2010 | Cartier Martin (2)   | Iowa Energy              | Rob Kurz             | Fort Wayne Mad Ants      | Larry Owens         | Tulsa 66ers              |
| 2009-2010 | Dwayne Jones         | Austin Toros             | Brian Butch          | Bakersfield Jam          | Earl Barron         | Iowa Energy              |
| 2010-2011 | Trey Johnson (2)     | Bakersfield Jam          | Othyus Jeffers       | Iowa Energy              | Jerel McNeal        | Rio Grande Valley Vipers |
| 2010-2011 | Curtis Stinson (2)   | Iowa Energy              | Orien Greene         | Utah Flash               | Antonio Daniels     | Texas Legends            |
| 2010-2011 | Ivan Johnson         | Erie BayHawks            | Jeff Adrien          | Rio Grande Valley Vipers | Patrick Ewing       | Skyforce / Bighorns      |
| 2010-2011 | Joe Alexander        | Texas Legends            | Larry Owens (2)      | Tulsa 66ers              | DeShawn Sims        | Maine Red Claws          |
| 2010-2011 | Chris Johnson        | Dakota Wizards           | Marcus Cousin        | Toros / Vipers           | Sean Williams       | Texas Legends            |
| 2011-2012 | Blake Ahearn (3)     | Reno Bighorns            | Eric Dawson          | Austin Toros             | Morris Almond (2)   | Maine Red Claws          |
| 2011-2012 | Justin Dentmon       | Austin Toros             | Jeff Foote           | Springfield Armor        | Brandon Costner     | Los Angeles D-Fenders    |
| 2011-2012 | Greg Smith           | Rio Grande Valley Vipers | Courtney Fortson     | Los Angeles D-Fenders    | Dennis Horner       | Springfield Armor        |
| 2011-2012 | Malcolm Thomas       | Los Angeles D-Fenders    | Marcus Lewis         | Tulsa 66ers              | Jerry Smith         | Springfield Armor        |
| 2011-2012 | Edwin Ubiles         | Dakota Wizards           | Elijah Millsap       | Los Angeles D-Fenders    | Sean Williams (2)   | Texas Legends            |
| 2012-2013 | Andrew Goudelock     | Skyforce / Vipers        | Cory Joseph          | Austin Toros             | D.J. Kennedy        | BayHawks / Vipers        |
| 2012-2013 | Jerel McNeal (2)     | Bakersfield Jam          | Travis Leslie        | Santa Cruz Warriors      | Justin Holiday      | Idaho Stampede           |
| 2012-2013 | Tony Mitchell        | Fort Wayne Mad Ants      | Damion James         | Bakersfield Jam          | DaJuan Summers      | Maine Red Claws          |
| 2012-2013 | Demetris Nichols     | Sioux Falls Skyforce     | Kris Joseph          | Red Claws / Armor        | Chris Wright        | Maine Red Claws          |
| 2012-2013 | Brian Butch (2)      | Bakersfield Jam          | Tim Ohlbrecht        | Rio Grande Valley Vipers | Jerome Jordan       | Bighorns / D-Fenders     |
| 2013-2014 | Ron Howard           | Fort Wayne Mad Ants      | Jorge Gutiérrez      | Canton Charge            | Seth Curry          | Santa Cruz Warriors      |
| 2013-2014 | Kevin Murphy         | Idaho Stampede           | DeAndre Liggins      | Sioux Falls Skyforce     | Troy Daniels        | Rio Grande Valley Vipers |
| 2013-2014 | Othyus Jeffers (2)   | Iowa Energy              | James Nunnally       | Texas Legends            | Tony Mitchell (2)   | Fort Wayne Mad Ants      |
| 2013-2014 | Robert Covington     | Rio Grande Valley Vipers | Chris Wright (2)     | Maine Red Claws          | Terrence Williams   | Los Angeles D-Fenders    |
| 2013-2014 | Justin Hamilton      | Sioux Falls Skyforce     | Hilton Armstrong     | Santa Cruz Warriors      | Arinze Onuaku       | Canton Charge            |
| 2014-2015 | Jerrelle Benimon     | Idaho Stampede           | Chris Babb           | Maine Red Claws          | Jabari Brown        | Los Angeles D-Fenders    |
| 2014-2015 | Seth Curry (2)       | Erie BayHawks            | Bryce Cotton         | Austin Spurs             | Eric Griffin        | Texas Legends            |
| 2014-2015 | Earl Barron (2)      | Bakersfield Jam          | James Michael McAdoo | Santa Cruz Warriors      | Jerel McNeal (3)    | Bakersfield Jam          |
| 2014-2015 | Tim Frazier          | Maine Red Claws          | Arinze Onuaku (2)    | Canton Charge            | Adonis Thomas       | Grand Rapids Drive       |
| 2014-2015 | Willie Reed          | Grand Rapids Drive       | Elliot Williams      | Santa Cruz Warriors      | Damien Wilkins      | Iowa Energy              |
| 2015-2016 | Alex Stepheson       | Iowa Energy              | Nick Minnerath       | Canton Charge            | Jordan Bachynski    | Westchester Knicks       |
| 2015-2016 | Jeff Ayres           | Los Angeles D-Fenders    | Coty Clarke          | Maine Red Claws          | Ryan Gomes          | Los Angeles D-Fenders    |
| 2015-2016 | Jarnell Stokes       | Sioux Falls Skyforce     | DeAndre Liggins (2)  | Sioux Falls Skyforce     | Devin Ebanks        | Grand Rapids Drive       |
| 2015-2016 | Vander Blue          | Los Angeles D-Fenders    | Will Cummings        | Rio Grande Valley Vipers | Sean Kilpatrick     | Delaware 87ers           |
| 2015-2016 | Erick Green          | Reno Bighorns            | Jimmer Fredette      | Westchester Knicks       | Quinn Cook          | Canton Charge            |
| 2016-2017 | Walter Tavares       | Raptors 905              | Shawn Long           | Delaware 87ers           | Eric Moreland       | Canton Charge            |
| 2016-2017 | Dakari Johnson       | Oklahoma City Blue       | Alex Poythress       | Fort Wayne Mad Ants      | Jalen Jones         | Maine Red Claws          |
| 2016-2017 | Keith Benson         | Sioux Falls Skyforce     | Abdel Nader          | Maine Red Claws          | Axel Toupane        | Raptors 905              |
| 2016-2017 | Vander Blue (2)      | Los Angeles D-Fenders    | Josh Magette         | Los Angeles D-Fenders    | Marcus Georges-Hunt | Maine Red Claws          |
| 2016-2017 | Quinn Cook (2)       | Canton Charge            | Brianté Weber        | Sioux Falls Skyforce     | John Holland        | Canton Charge            |

### All-NBA G League Team (2017-presente)
| Stagione  | 1° quintetto        | 1° quintetto                           | 2° quintetto         | 2° quintetto             | 3° quintetto        | 3° quintetto                  |
| Stagione  | Giocatore           | Squadra                                | Giocatore            | Squadra                  | Giocatore           | Squadra                       |
| --------- | ------------------- | -------------------------------------- | -------------------- | ------------------------ | ------------------- | ----------------------------- |
| 2017-2018 | Quinn Cook (3)      | Santa Cruz Warriors                    | Antonio Blakeney     | Windy City Bulls         | Trey Burke          | Westchester Knicks            |
| 2017-2018 | Lorenzo Brown       | Raptors 905                            | Alex Caruso          | South Bay Lakers         | Walt Lemon          | Fort Wayne Mad Ants           |
| 2017-2018 | Georges Niang       | Salt Lake City Stars                   | Amile Jefferson      | Iowa Wolves              | Jaron Blossomgame   | Austin Spurs                  |
| 2017-2018 | Jameel Warney       | Texas Legends                          | Johnathan Motley     | Texas Legends            | Luke Kornet         | Westchester Knicks            |
| 2017-2018 | Thomas Bryant       | South Bay Lakers                       | Christian Wood       | Delaware 87ers           | Landry Nnoko        | Grand Rapids Drive            |
| 2018-2019 | Chris Boucher       | Raptors 905                            | Isaiah Hartenstein   | Rio Grande Valley Vipers | P.J. Dozier         | Maine Red Claws               |
| 2018-2019 | Ángel Delgado       | Agua Caliente Clippers                 | Walt Lemon (2)       | Windy City Bulls         | Amile Jefferson (2) | Lakeland Magic                |
| 2018-2019 | Jordan Loyd         | Raptors 905                            | Yante Maten          | Sioux Falls Skyforce     | Kalin Lucas         | Grand Rapids Drive            |
| 2018-2019 | Jordan McRae        | Capital City Go-Go                     | Johnathan Motley (2) | Agua Caliente Clippers   | Duncan Robinson     | Sioux Falls Skyforce          |
| 2018-2019 | Alan Williams       | Long Island Nets                       | Theo Pinson          | Long Island Nets         | Christian Wood (2)  | Wisconsin Herd                |
| 2019-2020 | Jaylen Adams        | Wisconsin Herd                         | Donta Hall           | Grand Rapids Drive       | Justin Anderson     | Long Island Nets              |
| 2019-2020 | Jarrell Brantley    | Salt Lake City Stars                   | B.J. Johnson         | Lakeland Magic           | Dusty Hannahs       | Memphis Hustle                |
| 2019-2020 | Devontae Cacok      | South Bay Lakers                       | Josh Magette (2)     | Lakeland Magic           | Jemerrio Jones      | Wisconsin Herd                |
| 2019-2020 | Frank Mason         | Wisconsin Herd                         | Johnathan Motley (3) | Agua Caliente Clippers   | Vic Law             | Lakeland Magic                |
| 2019-2020 | Jarrod Uthoff       | Memphis Hustle                         | Tremont Waters       | Maine Red Claws          | Marial Shayok       | Delaware Blue Coats           |
| 2020-2021 | Moses Brown         | Oklahoma City Blue                     | Oshae Brissett       | Fort Wayne Mad Ants      | Tyler Cook          | Iowa Wolves                   |
| 2020-2021 | Mamadi Diakite      | Lakeland Magic                         | Henry Ellenson       | Raptors 905              | Tre Jones           | Austin Spurs                  |
| 2020-2021 | Jared Harper        | Westchester Knicks                     | Malachi Flynn        | Raptors 905              | Jordan Poole        | Santa Cruz Warriors           |
| 2020-2021 | Kevin Porter Jr.    | Rio Grande Valley Vipers               | Alize Johnson        | Raptors 905              | Jarrod Uthoff (2)   | Erie BayHawks                 |
| 2020-2021 | Paul Reed           | Delaware Blue Coats                    | Brodric Thomas       | Canton Charge            | Robert Woodard      | Austin Spurs                  |
| 2021-2022 | Justin Anderson (2) | Fort Wayne Mad Ants                    | Cat Barber           | College Park Skyhawks    | Luka Garza          | Motor City Cruise             |
| 2021-2022 | Mason Jones         | South Bay Lakers                       | Charles Bassey       | Delaware Blue Coats      | Jared Harper (2)    | Birmingham Squadron           |
| 2021-2022 | Justin Tillman      | College Park Skyhawks                  | Braxton Key          | Motor City Cruise        | Justin Jackson      | Texas Legends                 |
| 2021-2022 | Trevelin Queen      | Rio Grande Valley Vipers               | Saben Lee            | Motor City Cruise        | Carlik Jones        | Texas Legends                 |
| 2021-2022 | Moses Wright        | Agua Caliente Clippers / Texas Legends | Reggie Perry         | Raptors 905              | Anthony Lamb        | Rio Grande Valley Vipers      |
| 2022-2023 | David Duke          | Long Island Nets                       | Jamaree Bouyea       | Sioux Falls Skyforce     | Justin Anderson (3) | Fort Wayne Mad Ants           |
| 2022-2023 | Jay Huff            | Capital City Go-Go / South Bay Lakers  | Sharife Cooper       | Cleveland Charge         | Chris Chiozza       | Long Island Nets              |
| 2022-2023 | Carlik Jones (2)    | Windy City Bulls                       | Darius Days          | Rio Grande Valley Vipers | Moussa Diabaté      | Ontario Clippers              |
| 2022-2023 | Kenneth Lofton      | Memphis Hustle                         | Mfiondu Kabengele    | Maine Celtics            | Isaiah Mobley       | Cleveland Charge              |
| 2022-2023 | Neemias Queta       | Stockton Kings                         | Luka Šamanić         | Maine Celtics            | Xavier Moon         | Ontario Clippers              |
| 2023-2024 | Mac McClung         | Osceola Magic                          | Trevelin Queen (2)   | Osceola Magic            | JD Davison          | Maine Celtics                 |
| 2023-2024 | Alondes Williams    | Sioux Falls Skyforce                   | Mason Jones (2)      | Stockton Kings           | Ethan Thompson      | Capitanes de Ciudad de México |
| 2023-2024 | Jason Preston       | Salt Lake City Stars                   | Malcolm Hill         | Birmingham Squadron      | Adama Sanogo        | Windy City Bulls              |
| 2023-2024 | Kenneth Lofton (2)  | Salt Lake City Stars                   | Justin Champagnie    | Capital City Go-Go       | Jahmi'us Ramsey     | Oklahoma City Blue            |
| 2023-2024 | Oscar Tshiebwe      | Indiana Mad Ants                       | Darius Bazley        | Salt Lake City Stars     | Elfrid Payton       | Indiana Mad Ants              |